# Стара Бірча

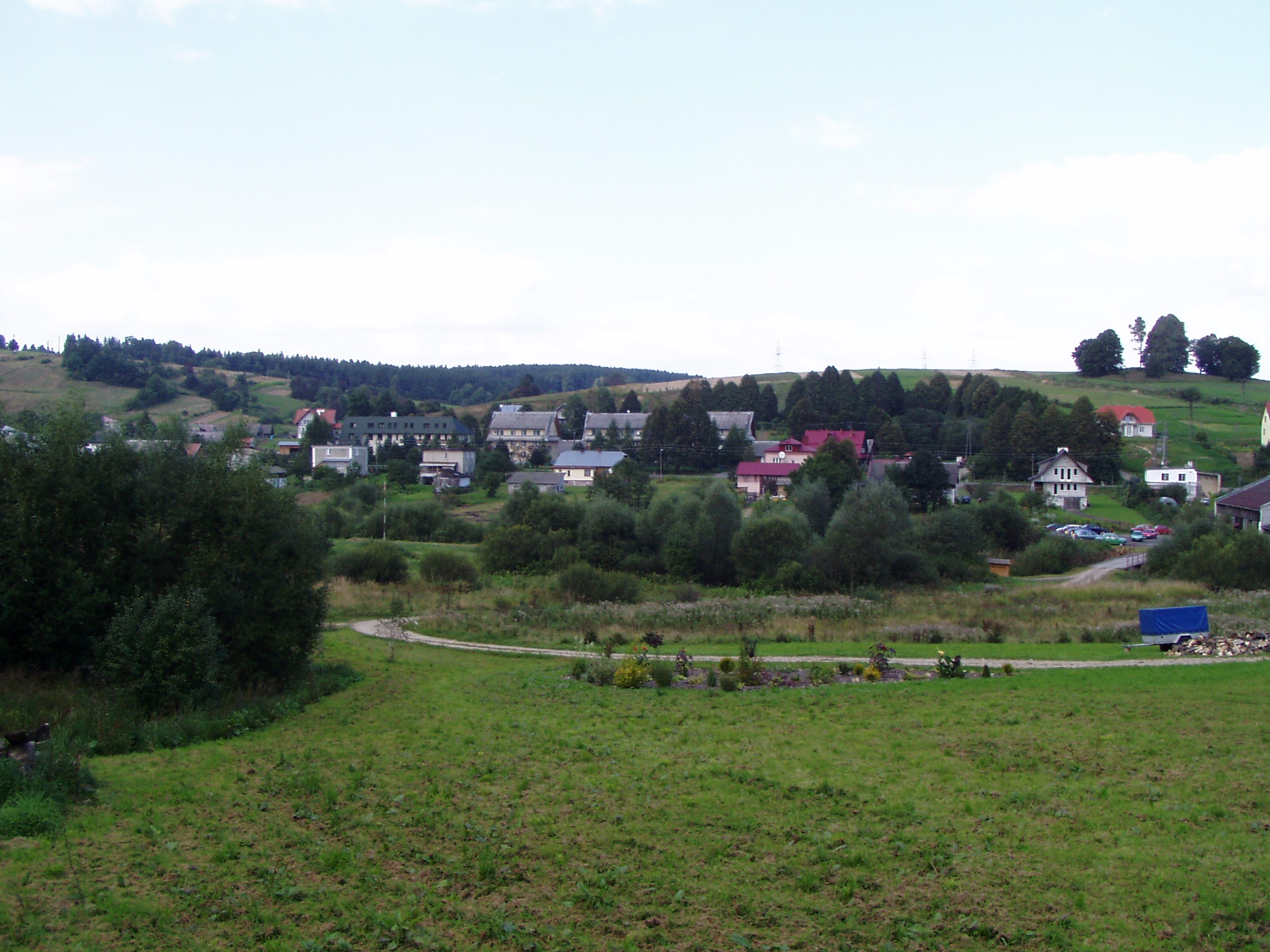
Вид на будинки надлісництва та колишній греко-католицький цвинтар

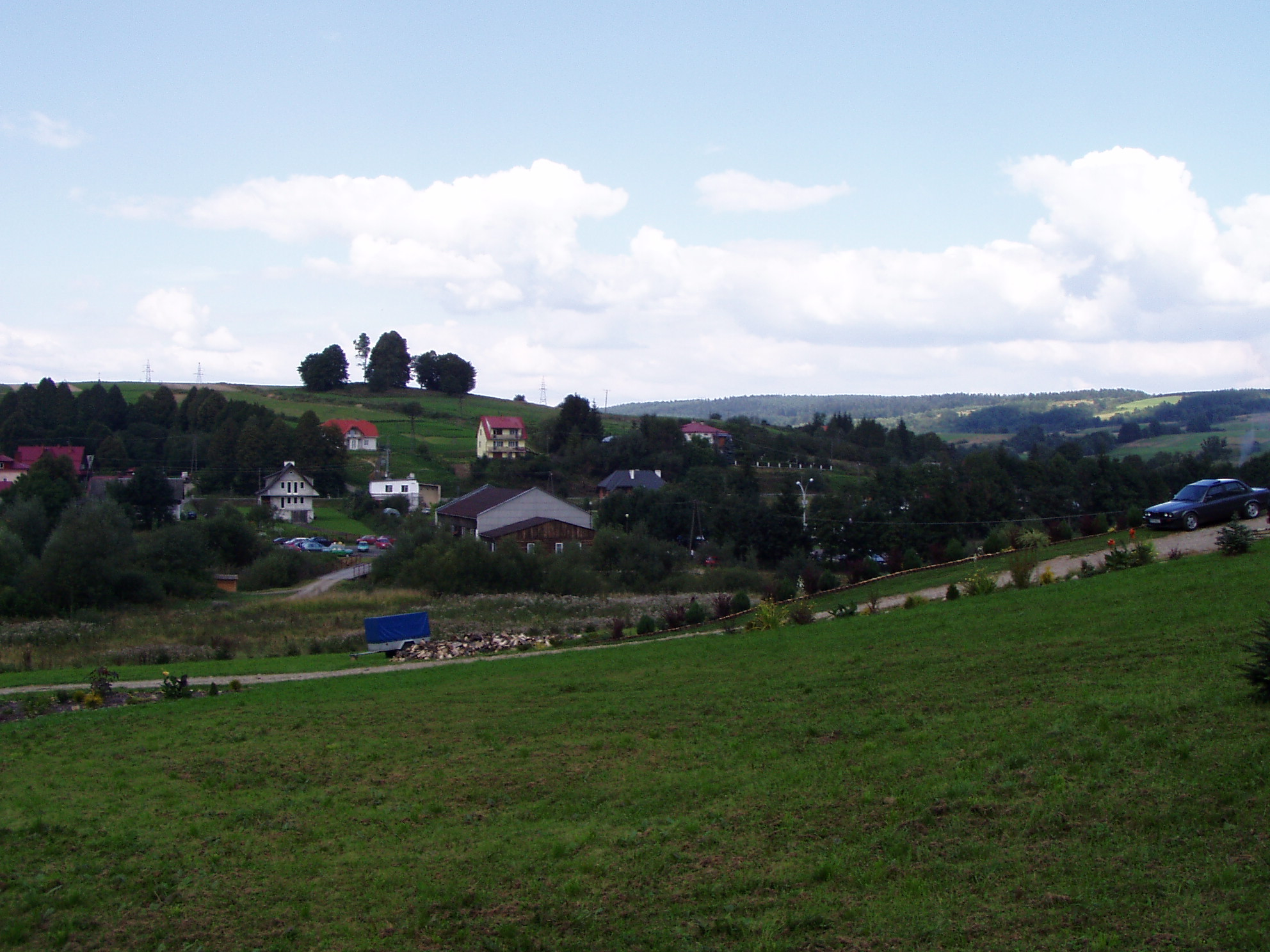
Вид на колишнє греко-католицьке кладовище й спортивний павільйон

Стара Бірча (пол. Stara Bircza) — село в Польщі, у гміні Бірча Перемишльського повіту Підкарпатського воєводства.
Населення — 549 осіб (2011).
Через місцевість протікає невелика річка Ступниця, притока Сяну.

## Історія
В XI-XIII століттях на цих землях існувало Перемишльське руське князівство зі столицею в Перемишлі, яке входило до складу Галицького князівства, а пізніше Галицько-Волинського князівства.
Після захоплення цих земель Польщею територія в 1340–1772 роках входила до складу Перемишльської землі Руського воєводства Королівства Польського.
В 1772 році внаслідок першого поділу Польщі село Стара Бірча відійшло до імперії Габсбургів.
В 1797 році в селі на пагорбі, що граничить з Бірчею, збудовано греко-католицьку церкву святого Сави (пол. Cerkiew św. Sawy w Starej Birczy). Поруч знаходився цвинтар.
Після розпаду Австро-Угорщини і утворення Другої Речі Посполитої це переважно населене українцями село Надсяння опинилося по польському боці розмежування, що було закріплено в Ризькому мирному договорі 1921 року.
У 1926 церкву святого Сави спалено.
На 1.01.1939 в селі було 1370 жителів, з них 720 українців-грекокатоликів, 580 українців-римокатоликів, 40 поляків, 30 євреїв. Село входило до ґміни Бірча Добромильського повіту Львівського воєводства.
Після нападу 1 вересня 1939 року Третього Рейху на Польщу й початку Другої світової війни та вторгнення СРСР до Польщі з 17 вересня 1939 року, Стара Бірча, що знаходиться на правому, східному березі Сяну, разом з іншими навколишніми селами відійшла до СРСР і ввійшла до складу Бірчанського району (районний центр — Бірча) утвореної 27 листопада 1939 року Дрогобицької області УРСР (обласний центр — місто Дрогобич).
З початком німецько-радянської війни село вже в перший тиждень було зайняте військами вермахту.
31 липня 1944 року село було зайняте Червоною Армією.
13 серпня розпочато мобілізацію українського населення Дрогобицької області до Червоної Армії (облвоєнком — підполковник Карличев).
В березні 1945 року Стара Бірча, як і весь Бірчанський район з районним центром Бірча, Ліськівський район з районним центром Лісько та західна частина Перемишльського району включно з містом Перемишль зі складу Дрогобицької області передана Польщі.
Москва підписала й 16 серпня 1945 року опублікувала офіційно договір з Польщею про встановлення лінії Керзона українсько-польським кордоном та, незважаючи на бажання українців залишитись на рідній землі, про передбачене «добровільне» виселення приблизно одного мільйона українців з «Закерзоння», тобто Підляшшя, Холмщини, Надсяння і Лемківщини.,
Розпочалося виселення українців з рідної землі. Проводячи депортацію, уряд Польщі, як і уряд СРСР, керувалися Угодою між цими державами, підписаною в Любліні 9 вересня 1944 року, але, незважаючи на текст угоди, в якому наголошувалось, що «Евакуації підлягають лише ті з перелічених (…) осіб, які виявили своє бажання евакуюватися і щодо прийняття яких є згода Уряду Української РСР і Польського Комітету Національного Визволення. Евакуація є добровільною і тому примус не може бути застосований ні прямо, ні посередньо. Бажання евакуйованих може бути висловлено як усно, так і подано на письмі.», виселення було примусовим і з застосуванням військових підрозділів.
Українська Повстанська Армія намагалась захистити мирне українське населення від примусової депортації польською армією та не дати польській владі заселювати звільнені господарства поляками.
Українське населення села, якому вдалося уникнути депортації до СРСР, попало в 1947 році під етнічну чистку під час проведення Операції «Вісла» і було виселено на ті території у західній та північній частині польської держави, що до 1945 належали Німеччині.
У 1975-1998 роках село належало до Перемишльського воєводства.

## Населення
Демографічна структура станом на 31 березня 2011 року:
|          | Загалом | Допрацездатний вік | Працездатний вік | Постпрацездатний вік |
| -------- | ------- | ------------------ | ---------------- | -------------------- |
| Чоловіки | 279     | 66                 | 190              | 23                   |
| Жінки    | 270     | 54                 | 168              | 48                   |
| Разом    | 549     | 120                | 358              | 71                   |

- 1785 — 140 греко-католиків, 65 римо-католиків
- 1840 — 335 греко-католиків (нема даних про вірних інших конфесій)
- 1859 — 331 греко-католик
- 1879 — 420 греко-католиків
- 1899 — 515 греко-католиків
- 1926 — 539 греко-католиків
- 1929 — 646 мешканців
- 1938 — 578 греко-католиків
- 2006 — 574 особи